# Pacificanthia
Pacificanthia es un género de coleópteros de la familia Cantharidae. En 2001 Kazantsev describió el género. Contiene las siguientes especies:
- Pacificanthia consors LeConte, 1851
- Pacificanthia downiei Kazantsev, 2001
- Pacificanthia rotundicollis Say 1825